# De Havilland Canada DHC-6 Twin Otter
De Havilland Canada DHC-6 Twin Otter (populært betegnet Twin Otter eller Dash 6) er et tomotors turbopropelfly som blev konstrueret og bygget af den canadiske flyproducent de Havilland Canada.
Flyet er af STOL-typen (Short Takeoff and Landing) med plads til max. 20 passageer, og det er ofte benævnt som det mest succesrige canadiskproducerede fly. Udviklingen af flyet begyndte i 1964. Den første version med typebetegnelsen DHC-6-100 blev bl.a. indkøbt af det norske forsvar. I den efterfølgende version DHC-6-200 var kortbaneegenskaberne forbedret, og de blev yderligere forbedret i den sidste version DHC-6-300, der var forsynet med kraftigere motorer end de tidligere versioner, hvad der yderligere forbedrede ydelsen.
Landingsstellet på en Twin Otter er meget stabilt, og det er muligt at udskifte landingshjulene med pontoner eller ski, som gør det muligt at lande på vand samt i områder uden permanente landingsbaner eksempelvis på jævne is- og sneflader. Dette har gjort flytypen populær i eksempelvis Alaska, det nordlige Canada samt i Arktis og Antarktis. Propelbladene kan vendes så luften sendes fremefter, hvilket gør det muligt at lande på meget korte landingsbaner. Typen blev i starten af 1970'erne ofte benyttet i Grønland pga. STOL-egenskaberne.
En del Twin Otter fly har fået udskiftet vinduerne med større panoramavinduer til brug for turistrelaterede rundflyvninger. Denne type fly betegnes ofte som "Vistaliner".
Flytypen blev produceret i perioden 1965-1988, og da produktionen blev indstillet i 1988 var der i alt blevet produceret 844 Twin Otter fly. Det antages at ca. 550 af disse fortsat var i brug i 2006.
Den canadiske flyproducent Viking Air fra Victoria i British Columbia overtog ansvaret for produktion af reservedele, m.m. efter at de Havilland Canada indstillede produktionen af flytypen. Samtidig med at Bombardier Aerospace overtog de Havilland Canada, og rettighederne til de store DHC-8-fly (Dash-8), sikrede Viking Air sig licensen til produktion af samtlige de mindre typer spændende fra de Havilland DHC-1 til DHC-7 (Twin Otter er DHC-6).
Twin Otter er i USA et populært fly til brug for faldskærmsudspring, mens der i Europa ikke er så mange af typen i brug til dette formål.
I foråret 2007 annoncerede Viking Air, at de ville genoptage produktionen af en Twin Otter Series-400 på en ny fabrik i Calgary i Alberta, Canada. Produktionen blev indledt i januar 2008 og de første fly vil efter planerne være færdigproducerede i tredje kvartal 2008.
Flytypen er populær som vandfly på Maldiverne. Her fragter disse maskiner hver dag et hobetal af turister fra den internationale lufthavn i Malé til ørigets mange resorts. Malé har en separat vandfly terminal, hvorfra maskinerne letter til fjerne afkroge af det vidtstrakte rige med få minutters mellemrum. Maldiverne består af over 1.100 øer, og kun ganske få af dem er store nok til en lufthavn. Derfor er vandflyet en vigtig brik i nationens turismestrategi.
D. 25. maj 2016 åbnede selskabet Nordic Seaplanes en ny vandflyrute mellem Aarhus og København. Ruten beflyves med et pontonmonteret Twin Otter DHC-6-300, som er bygget i 1978 og inden åbningen gennemrestaureret i Schweiz. Med op til 18 daglige afgange hver vej vil ruten bringe passagerer fra Østhavnen i Aarhus til Esplanaden i København og dermed skære en del tid af den hidtidige rejsetid mellem landets to største byer. Selskabets ene Twin Otter har registreringsnummeret OY-NSA. De ca. 90 sømil tilbagelægges på 40-50 minutter, og flyets kapacitet afhænger pga. vægt af, om passagererne er mænd, kvinder eller børn. Selskabets mål er med tiden at opnå timedrift på ruten.

## Eksterne links
- Twin Otter – Series 400 – officiel website fra Viking Air Arkiveret 24. februar 2011 hos  Wayback Machine
- DHC-6 Twin Otter in Norway – en norsk hyldest til den flytype der måske har betydet mest for norsk luftfarts historie Arkiveret 31. december 2007 hos  Wayback Machine